# Orlando Jordan
Pour les articles homonymes, voir Jordan.
Orlando Jordan (né le 21 avril 1974 à Salem) est un catcheur (lutteur professionnel) américain. Il est connu pour avoir travaillé à la World Wrestling Entertainment (WWE) et à la Total Nonstop Action Wrestling (TNA).
Il est membre de l'équipe de lutte de l'université d'État de Boise et devient catcheur au début des années 2000. Il se fait connaitre à la WWE de 2003 à 2006 où il devient champion des États-Unis de la WWE puis à la TNA de 2010 à 2011. Au sein de la TNA, il a un gimmick de bisexuel excentrique en référence à sa sexualité.

## Jeunesse
Jordan grandit à Richmond en Virginie. On le diagnostique comme autiste par erreur. Il pratique la lutte et devient champion de l'état de Virginie au lycée en 1993 dans la catégorie des moins de 189 lb (86 kg) ce qui lui permet d'avoir une bourse pour l'université d'État de Boise,. Il fait partie de l'équipe de lutte et déclare avoir été un All-American et un double champion national ce qui n'est pas le cas,. Après l'université, il travaille comme pompier au sein de l'United States Forest Service. Il se fait muter en Floride où il fait de la boxe amateur.

## Carrière de catcheur

### Entraînement et passage dans le circuit indépendant américain (2000-2002)
Jordan s'entraîne auprès de Rocky Johnson et de son fils Dwayne « The Rock » Johnson. Il commence sa carrière en Floride puis à la Maryland Championship Wrestling (MCW),. Il y devient champion poids lourd de la MCW entre le 9 février 2002 et perd ce titre une semaine plus tard.

### World Wrestling Entertainment (2002–2006)

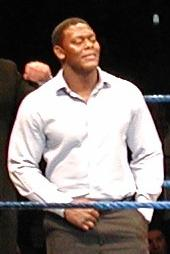
Orlando Jordan en 2007.

Durant l'automne 2002, Jordan signe un contrat avec la World Wrestling Entertainment qui l'envoie à l'Ohio Valley Wrestling, son club-école dans le Kentucky. 
Il commence à apparaitre dans les émissions de la WWE d'abord à Velocity où il remporte un match face à Jamie Noble le 31 mai 2003. Il rejoint ensuite SmackDown où on l'annonce sous le nom d'Orlando Jones le 26 juin où il perd un match face à John Cena. Après ce combat, Cena lui inflige un F-U et cesse de s'en prendre à lui après l'arrivée de l'Undertaker. Il est ensuite mis au second plan, la WWE l'utilisant comme jobber durant le reste de l'année 2003.
Le 5 août 2004, il sauve John Bradshaw Layfield (JBL) qui se fait attaquer par l'Undertaker. La semaine suivante, JBL annonce que Jordan est désormais le chef du personnel de The Cabinet.

### Nu-Wrestling Evolution (2006-2010)
Jordan quitte la WWE et se lance sur le circuit indépendant en entrant à la Nu-Wrestling Evolution, une promotion basé en Italie. Jordan devient le Champion du monde poids-lourd de la NWE en avril 2008. Après quelques mois il entre en rivalité avec Ultimate Warrior, en juin 2008. Jordan perd le titre face au Warrior le 25 juin à Barcelone. Malgré la vacance du titre il continue de porter la ceinture et de se proclamer comme étant "toujours champion du monde", il est ensuite annoncé pour le tournoi du NWE World Heavyweight Championship.

### Total Nonstop Action Wreslting (2010-2011)
Depuis son apparition à Impact le 4 janvier 2010, Jordan a un contrat avec la TNA. Le 21 janvier, il bat D'Angelo Dinero (Elijah Burke à la WWE) dans son premier match à Impact. Lors de l'édition d'Impact 11 février, il perd face « The Pope » D’Angelo Dinero pour se qualifier au Tournoi de Against All Odds. Lors de l'édition d'Impact du 18 février, il bat Samoa Joe. Ensuite il entame une rivalité avec le champion Global Rob Terry. Il forme une équipe avec Eric Young (qui n'a plus toute sa tête) et Orlando le manipule. A Bound for Glory (2010), il perd avec Eric Young contre Ink Inc. Lors de l'Impact du 14 avril, il bat Jesse Neal, Crimson et Douglas Williams dans un Four Corner Match. Lors de Lockdown, lui et Eric Young perdent contre Ink Inc dans un match qui comprenait aussi Scott Steiner et Crimson et The British Invasion. Lors de Xplosion du 29 juin 2011, il gagne face à Magnus.
Le 11 juillet 2011, la TNA met fin à son contrat.

## Vie privée
Jordan est bisexuel et épouse une femme en novembre 2013,. Il vit en Australie où il a sa propre école de catch.

## Palmarès
- All Action Wrestling (AAW)
  - 1 fois champion du monde poids lourd de la AAW[14]

- High Risk Pro Wrestling (HRPW)
  - 1 fois champion poids lourd de la HRPW[15]

- Maryland Championship Wrestling (MCW)
  - 1 fois champion poids lourd de la MCW[8]

- Nu-Wrestling Evolution (NWE)
  - 1 fois champion du monde poids lourd de la NWE[16]

- World Wrestling Entertainment
  - 1 fois champion des États-Unis de la WWE[17]

## Récompenses des magazines
- Pro Wrestling Illustrated

| Année | 2002 | 2003 | 2004 | 2005 | 2006 | 2007 | 2008 | 2009       | 2010 | 2011 |
| ----- | ---- | ---- | ---- | ---- | ---- | ---- | ---- | ---------- | ---- | ---- |
| Rang  | 385  | 175  | 137  | 86   | 182  | 291  | 355  | Non classé | 135  | 82   |

Wrestling Observer Newsletter
- Pire gimmick de l'année 2010[19]